# Saint-Julien-Molin-Molette
Saint-Julien-Molin-Molette – miejscowość i gmina we Francji, w regionie Owernia-Rodan-Alpy, w departamencie Loara.
Według danych na rok 1990 gminę zamieszkiwało 1067 osób, a gęstość zaludnienia wynosiła 113 osób/km² (wśród 2880 gmin regionu Rodan-Alpy Saint-Julien-Molin-Molette plasuje się na 742. miejscu pod względem liczby ludności, natomiast pod względem powierzchni na miejscu 1165.).